# Roslags sjögastars regemente
Roslags sjögastars regemente var ett indelt marinregemente som år 1717 bildades av de fyra halva Roslagskompanierna.